# Frösjön (Öja socken, Småland)
Frösjön är en sjö i Växjö kommun i Småland och ingår i Mörrumsåns huvudavrinningsområde. Sjön har en area på 0,0508 kvadratkilometer och ligger 173 meter över havet.

## Delavrinningsområde
Frösjön ingår i det delavrinningsområde (630619-143030) som SMHI kallar för Nedlagd mätstation. Medelhöjden är 177 meter över havet och ytan är 19,21 kvadratkilometer. Räknas de 69 avrinningsområdena uppströms in blir den ackumulerade arean 1 316,91 kvadratkilometer. Avrinningsområdets utflöde Mörrumsån (Åbyån) mynnar i havet. Avrinningsområdet består mestadels av skog (75 procent) och jordbruk (10 procent). Avrinningsområdet har 0,6 kvadratkilometer vattenytor vilket ger det en sjöprocent på 3,1 procent.